# Amaia Arrazola
Amaia Arrazola Otaduy (Vitoria, 18 de abril de 1984) es una ilustradora y creadora multidisciplinar española.

## Biografía
Estudió publicidad en la Universidad Complutense de Madrid y trabajó como directora de arte e ilustradora en una agencia de publicidad madrileña. Al cabo de unos años se trasladó a Barcelona para alejarse de la publicidad y convertirse en ilustradora. Desde entonces es ilustradora freelance y ha trabajado con diferentes marcas e instituciones (Uniqlo, Nike, Universidad de Barcelona, Ayuntamiento de Barcelona, Diputación Foral de Vizcaya). También es autora de varios libros.
El libro Wabi Sabi supuso un punto de inflexión en su carrera. Hasta entonces, ilustraba textos ajenos u otros proyectos; en ese caso, sin embargo, tanto las imágenes como el texto son suyos. En 2020 publicó El meteorito donde cuenta su experiencia con la maternidad.
En Tororo y yo que salió a la luz en 2022, Arrazola presenta una biografía ilustrada del director de cine japonés Hayao Miyazaki.
Trabaja sobre una gran diversidad de soportes como, por ejemplo, paquetes de tabaco, paredes, platos, tablas de surf, cartas del tarot... 

## Publicaciones

### Obras individuales
- Wabi Sabi, 2018, Lunwerg. En Japón, en la sede de Paradise Air (ciudad de Matsudo), realizó una estancia de un mes gracias a una beca, donde diseñó este libro a partir de las ilustraciones del proyecto Amaia was here.[5]
- El meteorito, 2020, Lunwerg.[6]
- Tororo y yo, 2022, Lunwerg.[7]

### Ilustraciones para publicaciones
- Corazón robot, 2014, Libros Stendhal. Una obra escrita por Iñaki Oliver e ilustrada por Arrazola.
- Cosas que nunca olvidarás de tu Erasmus, 2014, Lunwerg. Una obra escrita por Raquel Piñeiro e ilustrada por Arrazola.
- Pequeña y grande: Audrey Hepburn, 2015, Alba. Es una biografía ilustrada de Audrey Hepburn; Una obra escrita por Isabel Sánchez Vergara e ilustrada por Arrazola.
- Pequeños grandes gestos en el deporte, 2015, Alba. Escrito por Francisco Llorca e ilustrado por Arrazola.
- En el patio (2015, Elkar). Escrito por Arrate Egaña e ilustrado por Arrazola.
- Sin bragas en el cajón, 2015, Bridge. Una obra escrita por Isabel Sánchez Vergara e ilustrada por Arrazola.
- El futuro es femenino, 2018, Nube de tinta. Ilustraciones para el texto escrito por Sara Cano. También hay obras de otras ilustradoras: Agustina Guerrero, Ana Santos, Naranjalidad, Lady Desidia, Laura Agustí, Elena Pancorbo y María Hesse.[8]

## Estilo
Según Arrazola el estilo es "la suma de lo que tienes en la cabeza y lo que dejas hacer a las manos". Pese a ello, el blanco y el negro son habituales en sus obras, y siempre hay un toque de color. Por otro lado, en sus imágenes son habituales mujeres, animales, unicornios y flores, entre otros.

## Premios y reconocimientos
- 2024 'La bajada del Celedón’, cartel ganador del concurso de carteles de las fiestas de La Blanca de Vitoria-Gasteiz.[10]